# Alcabre
Santa Baia de Alcabre és una parròquia del municipi gallec de Vigo, a la província de Pontevedra. Es troba a la costa i es caracteritza pel seu gran nombre de platges. Limita a l'est amb Bouzas i Coia, al sud amb Santo André de Comesaña i Navia, i a l'oest i nord amb la ria de Vigo.

## Demografia
Tenia l'any 2015 una población de 3.895 habitants, agrupats en 21 entitats de població: A Ameixeira, Barreiro, O Carregal, O Casaliño, O Castañal, O Cruceiro, A Fonte, Freixeiro, A Igrexa, A Millareira, Montana, O Muíño do Vento, A Pardaíña, As Pertegueiras, A Quiringosta, Roade, A Robaleira, A Sobreira, Turido, A Veiguiña i Viña Grande.

## Llocs d'interès
- Restes romanes del Monte das Cruces
- Església, casa rectoral i cementiri del segle xviii.
- Església de Santa Baia, de 1999.
- Pazo de Sensat, construït a la dècada de 1940.
- Museu del Mar de Galícia.
- Platja de Fontes

## Galeria d'imatges

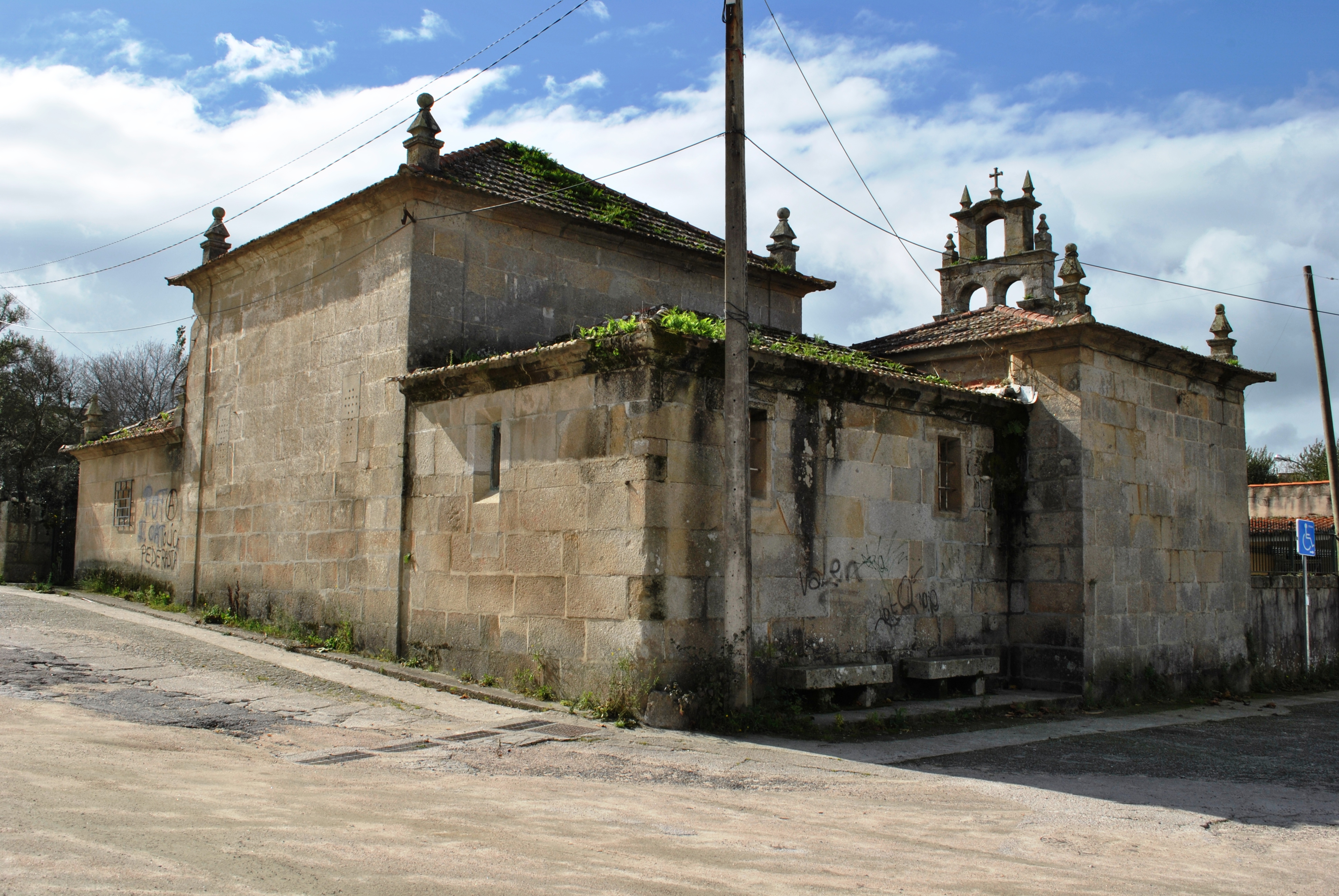
Església vella de Santa Baia
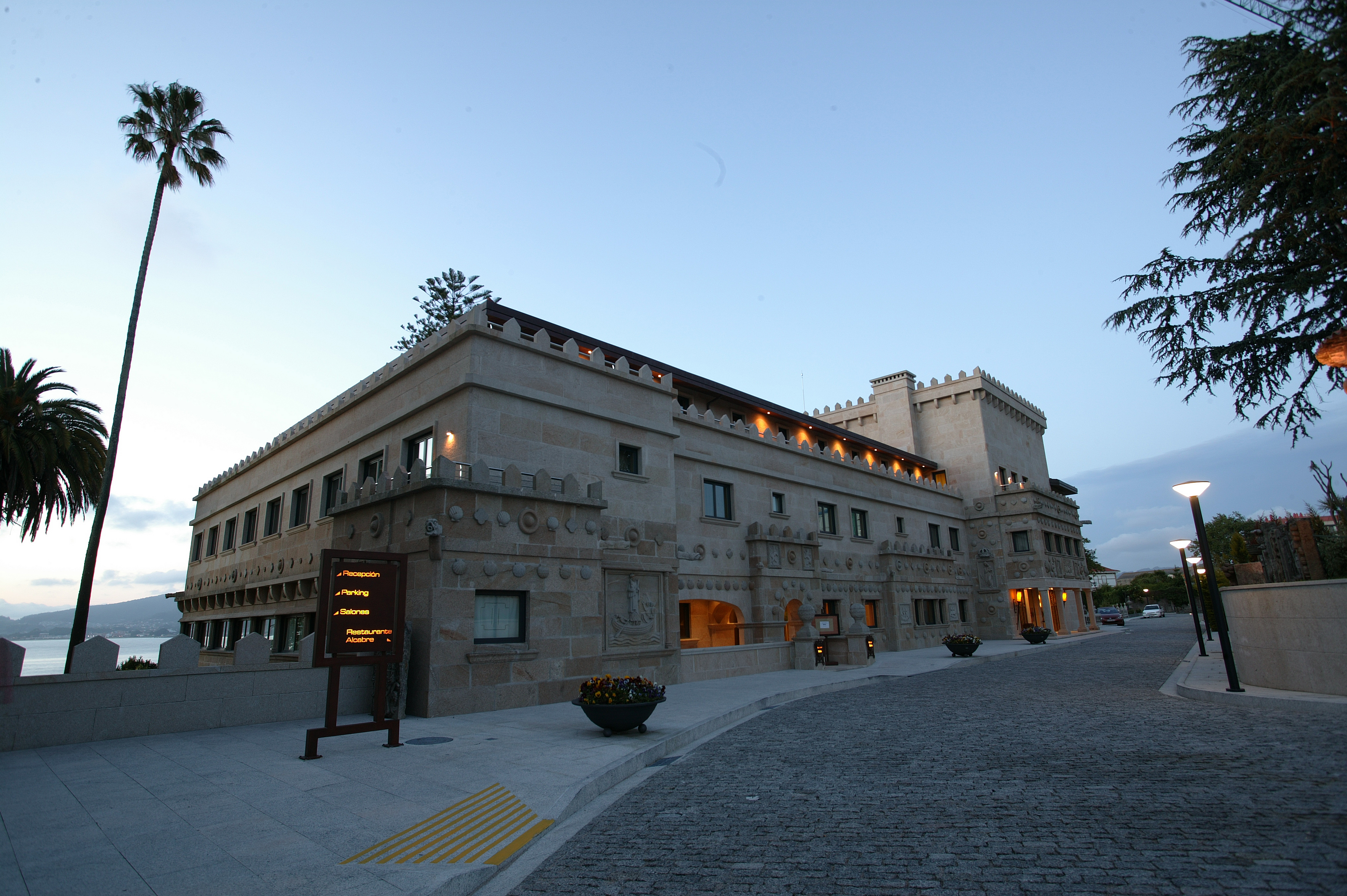
Pazo Los Escudos
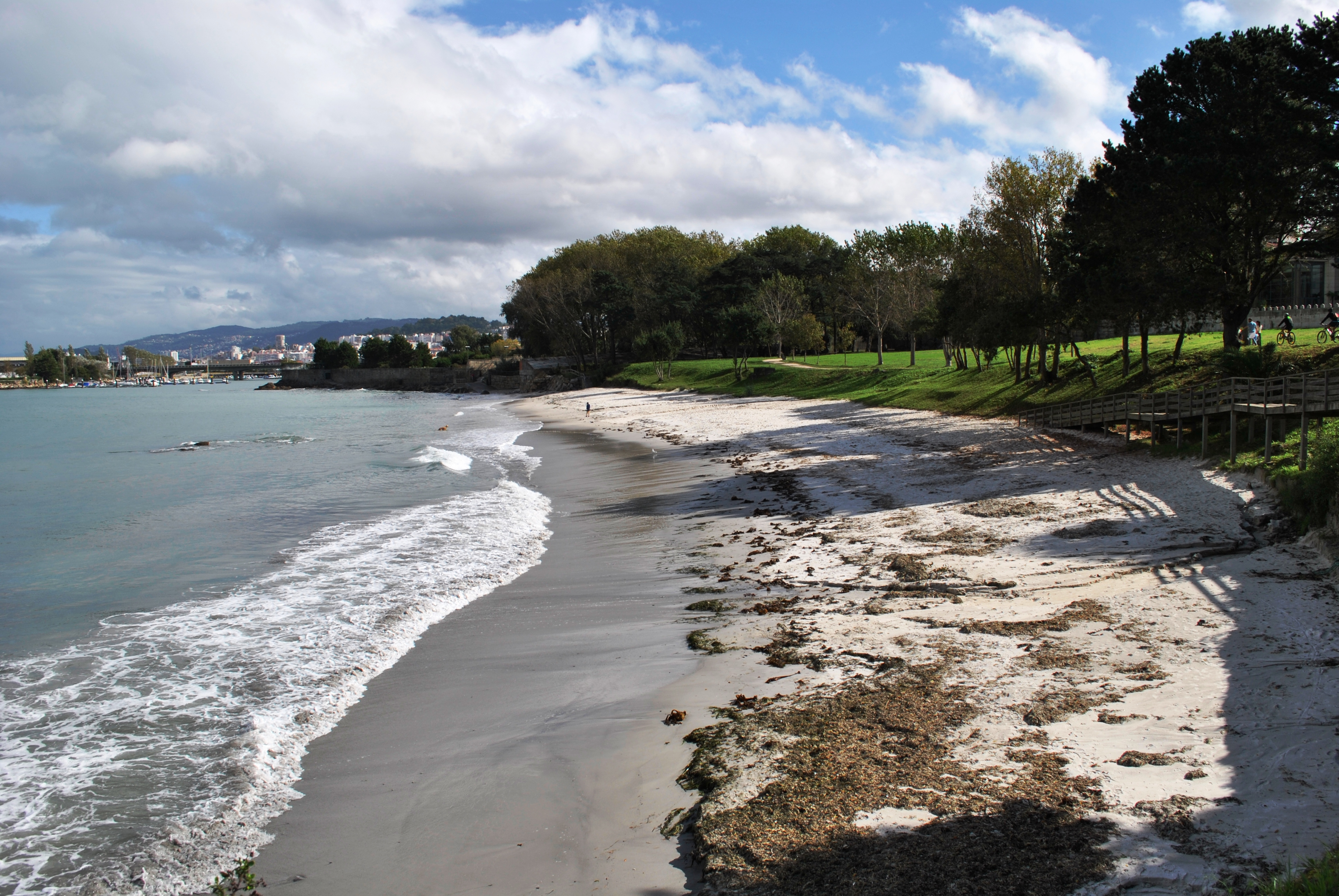
Platja d'O Carril